# Cellnex Telecom
Cellnex (voorheen Alticom) is de eigenaar van 24 torens en 750 masten voor radio, televisie, telecommunicatie en dataopslag in Nederland.

## Het bedrijf
In 2007 werd KPN door de  Nederlandse  Mededingingsautoriteit (NMa) gedwongen de torens die zij in bezit had te verkopen omdat het bedrijf anders een monopoliepositie zou hebben op het gebied van digitale televisie- en radiosignalen. De koper was de Franse firma TDF S.A. die daarna een Nederlandse B.V. oprichtte met de naam Alticom (Alticom is een samentrekking van de woorden altitude en communication). In juni 2011 verkocht TDF al haar aandelen Alticom aan de Britse investeerder Infracapital Partners LP, die het in september 2017 weer verkocht aan de Spaanse provider Cellnex Telecom. In 2016 werden Towerlink Netherlands B.V. en Shere Masten B.V. overgenomen die samen ruim 700 masten in bezit hadden.
Alticom maakte op 30 oktober 2018 bekend dat het per januari 2019 verder zou gaan als Cellnex.

## Verhoudingen
Voor de bekende hoge zendmasten zoals de Gerbrandytoren of voor de eerder ingestorte mast op de televisietoren Smilde (2011) is de betonnen toren van Cellnex maar is de stalen mast daarbovenop eigendom van TenneT-dochterbedrijf NOVEC. En het terrein waar de toren op staat is vervolgens weer eigendom van KPN, behalve de eerste 3 meter rond de basis van de toren. Volgens een medewerker van Alticom kan deze ingewikkelde constructie een van de redenen zijn van de brand in 2011 in Hoogersmilde waardoor de stalen mast van Novec instortte

## Diensten
Cellnex is zelf geen exploitant van zenders: ze is geen mobiele telecommunicatie-aanbieder en ze is ook geen exploitant van TV- of radiozenders. Ze verhuurt haar opstelpunten aan derden. Aanbieders van dit soort diensten kunnen bij Cellnex ruimte aan de (buitenkant van de) mast huren voor het plaatsen van antennes en/of ruimte in de toren of mast voor het plaatsen van de benodigde zend- en ontvangstapparatuur.
Sinds de ontmanteling van het landelijk dekkende netwerk voor analoge televisie is er veel ruimte vrijgekomen in de torens. Deze ruimtes zijn omgebouwd tot datacenters en worden aangeboden aan aanbieders van ICT-diensten voor regionale datacenters

### Datacenters
De ruimtes in de Cellnex-torens zijn ingericht als IT-ruimtes om door derden gebruikt te worden als regionale datacenters. Mede vanwege het gebruik van de torens als omroepzenders, die zijn aangewezen als de officiële calamiteitenzenders in geval van grote calamiteiten beschikken de locaties over alle faciliteiten die de beschikbaarheid van elektriciteit en verbindingen garanderen: zo zijn alle locaties via meerdere glasvezelkabels verbonden met andere locaties en zijn er diverse onafhankelijke aanbieders van verbindingen. Daarnaast is het ook nog mogelijk om alternatieve verbindingen zoals straalverbindingen te realiseren.